# Codis Reed-Muller

Matriu del codi Hadamard (32, 6, 16) per al codi Reed-Muller (1, 5) de la sonda espacial Mariner 9 de la NASA.

Els codis Reed-Muller són codis de correcció d'errors que s'utilitzen en aplicacions de comunicacions sense fil, especialment en comunicacions a l'espai profund. A més, l'estàndard 5G proposat es basa en els codis polars estretament relacionats per a la correcció d'errors al canal de control. A causa de les seves propietats teòriques i matemàtiques favorables, els codis de Reed-Muller també han estat àmpliament estudiats en informàtica teòrica.
Els codis Reed–Muller generalitzen els codis Reed–Solomon i el codi Walsh–Hadamard. Els codis Reed-Muller són codis de blocs lineals que es poden provar localment, descodificables localment i descodificables per llista. Aquestes propietats els fan especialment útils en el disseny de proves verificables probabilísticament.
Els codis tradicionals de Reed-Muller són codis binaris, el que significa que els missatges i les paraules de codi són cadenes binaris. Quan r i m són nombres enters amb 0 ≤ r ≤ m, el codi Reed-Muller amb els paràmetres r i m es denota com a RM(r, m). Quan se li demana que codifiqueu un missatge que consta de k bits, on {\displaystyle \textstyle k=\sum _{i=0}^{r}{\binom {m}{i}}} manté, el RM(r, m) el codi produeix una paraula de codi que consta de 2 m bits.
Els codis Reed-Muller reben el nom de David E. Muller, que va descobrir els codis el 1954, i Irving S. Reed, que va proposar el primer algorisme de descodificació eficient.